# Zbigniew Pawlicki
Zbigniew Pawlicki (ur. 17 grudnia 1929 w Poznaniu; zm. 25 lutego 2017 w Warszawie) – polski muzykolog, publicysta, popularyzator muzyki i organizator życia muzycznego; powstaniec warszawski.

## Życiorys

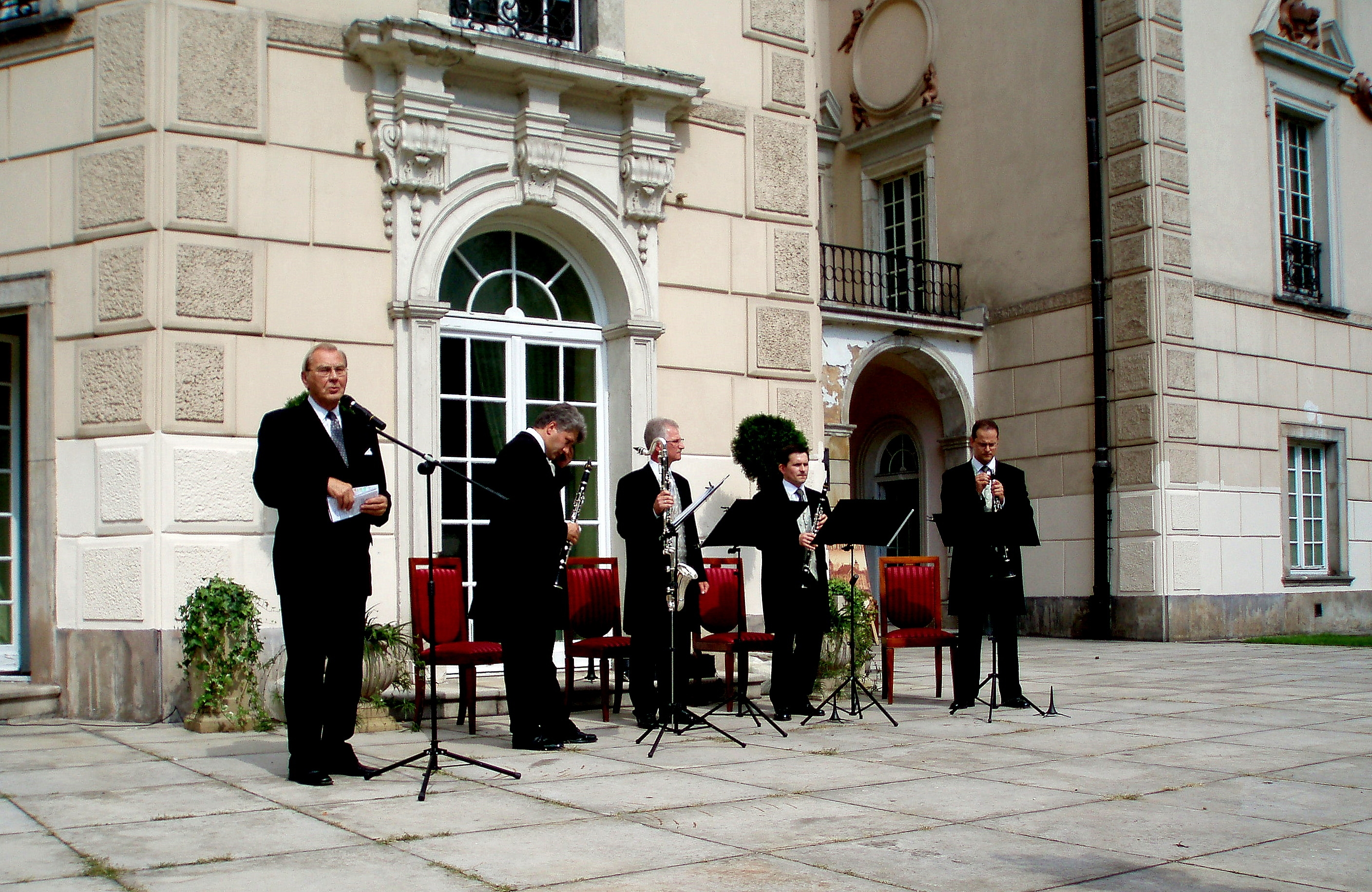
Zbigniew Pawlicki prowadzi koncert Lubelskiego Kwartetu Klarnetów w XVIII-wiecznym Pałacu Bielińskich w Otwocku Wielkim, 27 sierpnia 2006 r., fot. Jacek Pawlicki

Urodził się i wczesne dzieciństwo spędził w Poznaniu, jego ojciec i stryj byli uczestnikami powstania wielkopolskiego. Okupację spędził w Warszawie, gdzie jako członek Szarych Szeregów (pseudonim Żbik) zrzeszony w organizacji „Zawisza” brał udział w powstaniu warszawskim jako posłaniec Harcerskiej Poczty Polowej. Po powstaniu przeszedł przez Pruszków i trafił do niewielkiej miejscowości pod Częstochową w Generalnym Gubernatorstwie, gdzie odnalazła go szczęśliwie ocalała z zagłady Warszawy rodzina, wywieziona na roboty w Schulmöbel Fabrik i ściągnęła do niewielkiego miasteczka Öhringen w Szwabii.
Po wojnie powrócił do Poznania, gdzie studiował muzykologię na Uniwersytecie Poznańskim u prof. Adolfa Chybińskiego i ks. prof. Hieronima Feichta oraz fortepian w Państwowej Wyższej Szkole Muzycznej u prof. Gertrudy Konatkowskiej. Dyplom poświęcony największym dziełom fortepianowym, m.in. koncertowi fortepianowemu i „Fantazji polskiej”, Ignacego Jana Paderewskiego, napisany pod kierunkiem prof. Hieronima Feichta, obronił w 1954 r. W latach 1955–1975 był kierownikiem Redakcji Muzycznej Polskiego Radia w Szczecinie. Inicjator życia muzycznego na Pomorzu Zachodnim. Był współzałożycielem szczecińskiego oddziału Towarzystwa Muzycznego im. H. Wieniawskiego z siedzibą w Poznaniu i organizatorem licznych festiwali w tym regionie, których część – jak Festiwal Muzyki Organowej i Kameralnej w Kamieniu Pomorskim i Międzynarodowy Festiwal Pieśni Chóralnej w Międzyzdrojach – jest stale kontynuowana.
W 1975 r. został powołany przez ministra kultury i sztuki do zorganizowania Krajowego Biura Koncertowego w Warszawie i do 1992 r. był jego dyrektorem naczelnym i artystycznym. Instytucja ta była kontynuatorką najlepszych tradycji działającej w Polsce przed wojną Organizacji Ruchu Muzycznego Ormuz oraz powojennej Agencji Artystycznej Artos. W latach 1975–1992 Biuro pod jego kierownictwem zorganizowało i zrealizowało przeszło 17 000 koncertów z udziałem najwybitniejszych polskich solistów, znanych zespołów kameralnych oraz najzdolniejszych młodych muzyków kilku pokoleń. Od 1993 roku jest dyrektorem Biura Koncertowego Towarzystwa Śpiewaczego „Harfa” w Warszawie.
W latach 60. i pierwszej połowie lat 70. pełnił w Szczecinie funkcję prezesa Towarzystwa Ognisk Muzycznych oraz wiceprezesa Towarzystwa Muzycznego im. Henryka Wieniawskiego, a w drugiej połowie lat 70. – wiceprezesa Zarządu Głównego Stowarzyszenia Polskich Artystów Muzyków. Jako publicysta był stałym recenzentem dzienników (m.in. „Głos Szczeciński”, „Głos Koszaliński”, „Ziemia i Morze”) i czasopism muzycznych („Ruch Muzyczny”).

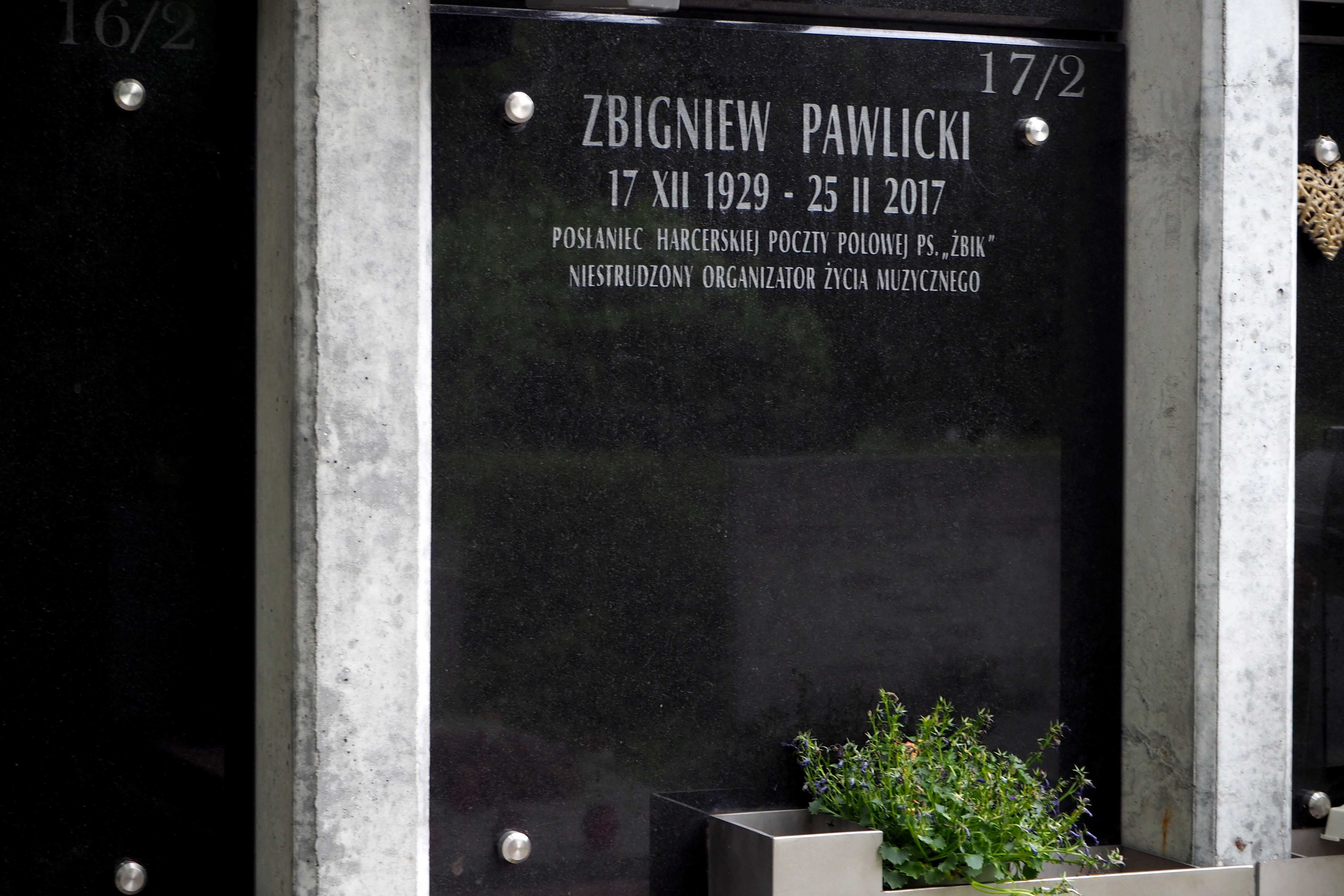
Grób Zbigniewa Pawlickiego na Cmentarzu Wojskowym na Powązkach w Warszawie

Był organizatorem około dwudziestu tysięcy koncertów, odbywających się często w ramach inicjowanych przez niego festiwali muzycznych. Jako współorganizator i prelegent uczestniczył również w wielu znaczących festiwalach, jak Festiwal Muzyczny w Łańcucie, Festiwal Wiolinistyczny im. Grażyny Bacewicz (obecnie im. Bronisława Hubermana) w Częstochowie, Festiwal Pianistyki Polskiej w Słupsku i innych. Wielokrotnie występował w roli recenzenta-sprawozdawcy na Międzynarodowym Konkursie Skrzypcowym im. Henryka Wieniawskiego w Poznaniu, a także na Międzynarodowym Konkursie Pianistycznym im. Fryderyka Chopina. Był ekspertem tematów muzyki poważnej w teleturnieju Wielka gra od połowy lat 90. do 2006 r., kiedy zdjęto ten program z anteny. Laureat licznych odznaczeń zarówno jako organizator życia muzycznego, jak i członek AK. Pochowany na cmentarzu Powązki Wojskowe w Warszawie (kwatera Q-kolumb. 5-2-17).

## Odznaczenia
| Rok  | Odznaka |
| ---- | --- |
| 1965 | Odznaka Honorowa Gryfa Pomorskiego (przyznana przez Radę Wojewódzką m. Szczecina)                                                                         |
| 1967 | Odznaka „Zasłużony Działacz Kultury” (przyznana przez Min. Kultury i Sztuki)                                                                              |
| 1969 | Srebrny Krzyż Zasługi (przyznana przez Radę Państwa) |
| 1972 | Honorowa Złota Odznaka „Zasłużony Pracownik Łączności” za udział w Harcerskiej Poczcie Polowej Powstania Warszawskiego (przyznana przez Min. Komunikacji) |
| 1975 | Honorowa Odznaka Komitetu do spraw Radia i TV (przyznana przez Komitet PRiTV)                                                                             |
| 1976 | Medal „Za zasługi dla m. Słupska” (przyznana przez Prezydenta Miasta)                                                                                     |
| 1981 | Medal „Za zasługi dla m. Świnoujście” (przyznana przez Prezydenta Miasta)                                                                                 |
| 1981 | Odznaka honorowa „Za zasługi dla województwa słupskiego” (przyznana przez Wojewodę Słupskiego)                                                            |
| 1981 | Krzyż „Za Zasługi dla ZHP” (przyznana przez Komendę ZHP)                                                                                                  |
| 1982 | Odznaka „Za Zasługi dla Województwa Suwalskiego” (przyznana przez Wojewodę Suwalskiego)                                                                   |
| 1983 | Krzyż Kawalerski Orderu Odrodzenia Polski (przyznany przez Radę Państwa)                                                                                  |
| 1982 | Warszawski Krzyż Powstańczy (przyznany przez Radę Państwa)                                                                                                |
| 1984 | Medal im. J. Prądzyńskiego „Za odwagę w myśleniu i działaniu” (przyznany przez Wojewodę Suwalskiegi)                                                      |
| 1985 | Medal zasługi dla m. Tarnowa (przyznany przez Prezydenta Miasta)                                                                                          |
| 1985 | Odznaka Honorowa Złota Polskiego Związku Chórów i Orkiestr (przyznana przez Zarząd Główny PZChiO)                                                         |
| 1987 | Złota Odznaka Honorowa Tow. „Polonia” (przyznana przez Zarząd „Polonia”)                                                                                  |
| 1987 | Rozeta z mieczami do Krzyża „Za Zasługi dla ZHP” (przyznana przez Główną Kwaterę ZHP)                                                                     |
| 1988 | Odznaka „Za zasługi dla województwa tarnowskiego” (przyznana przez Wojewodę Tarnowskiego)                                                                 |
| 1988 | Złota Odznaka „Za zasługi w rozwoju województwa pilskiego” (przyznana przez Przew. Woj. Rady Narodowej)                                                   |
| 1989 | Odznaka Honorowa Gryfa Pomorskiego (przyznana przez Urząd Woj. Szczecin)                                                                                  |
| 1993 | Krzyż Armii Krajowej (przyznany przez Prezydenta RP) |
| 1993 | Krzyż Partyzancki (przyznany przez Prezydenta RP) |
| 1993 | Medal za Warszawę 1939–1945 (przyznany przez Prezydenta m.st. Warszawy)                                                                                   |
| 2002 | Tytuł „Honorowy Obywatel Miasta i Gminy Głogówek” (przyznany przez Radę m. Głogówek)                                                                      |
| 2007 | Srebrny Medal „Zasłużony Kulturze Gloria Artis” (przyznany przez Min. Kultury i Dziedzictwa Narodowego)                                                   |
| 2008 | Honorowa Złota Odznaka honorowa „Zasłużony dla Łączności” za działanie w Harcerskiej Poczcie Polowej (powtórnie) (przyznana przez Min. Łączności)         |
| 2010 | Odznaka „Zasłużony dla województwa opolskiego” (przyznana przez Marszałka województwa opolskiego)                                                         |

## Działalność artystyczna
Zbigniew Pawlicki jest twórcą, współtwórcą, inicjatorem i kierownikiem muzycznym wielu festiwali i imprez muzycznych, jakie w ostatnim półwieczu odbywały się w cyklu rocznym na terenie całego kraju. Z reguły był również ich prelegentem oraz autorem towarzyszących tym wydarzeniom programów.
| Miejsce i nazwa festiwalu                                                                                   | Czas trwania | Charakter              |
| --- | ------------ | ---------------------- |
| Kamień Pomorski – Międzynarodowy Festiwal Muzyki Organowej i Kameralnej                                     | 1964–2010    | organowy/kameralny     |
| Międzyzdroje – Międzynarodowy Festiwal Pieśni Chóralnej                                                     | 1965–2010    | chóralny               |
| Goleniów | 1966–1969    | kameralny              |
| Szczawno – Festiwal im. H. Wieniawskiego                                                                    | 1968–1990    | kameralny/symfoniczny  |
| Słupsk – Festiwal Organowy                                                                                  | 1976–2009    | organowy/kameralny     |
| Giżycko | 1976–1992    | organowy/kameralny     |
| Zgorzelec                                                                                                   | 1976–1979    | kameralny              |
| Antonin | 1977–1992    | pianistyczny/kameralny |
| Krosno | 1978–1980    | kameralny              |
| Suwałki | 1979–1992    | organowy/kameralny     |
| Świdnica – Koncerty Pokoju w Kościołach Pokoju                                                              | 1979–1995    | kameralny              |
| Pranie – Festiwal Muzyczny im. Konstantego Ildefonsa Gałczyńskiego                                          | 1980–1991    | kameralny              |
| Tarnów – Tydzień Talentów                                                                                   | 1982–1992    | kameralny              |
| Moszna – Muzyczne Święto Kwitnących Azalii                                                                  | 1982–2010    | kameralny              |
| Piła | 1982–1987    | kameralny              |
| Jawor – Koncerty Pokoju w Kościołach Pokoju                                                                 | 1983–1995    | kameralny              |
| Puławy | 1983–1987    | kameralny              |
| Kazimierz nad Wisłą                                                                                         | 1983–1987    | organowy/kameralny     |
| Opole – Festiwal Młodych Talentów w Filharmonii Opolskiej                                                   | 1984–1987    | solistyczny            |
| Karpacz – Koncerty w Wangu                                                                                  | 1987–1989    | organowy               |
| Kąśna – Festiwal im. I.J. Paderewskiego                                                                     | 1990–1992    | pianistyczny/wokalny   |
| województwo opolskie Śląskie Dni Poezji i Muzyki („Eichendorff i... polscy poeci”)                          | 1993–1998    | kameralny              |
| Warszawa, Muzeum Narodowe – Galeria Muzyczna Jednego Obrazu                                                 | 1993–2007    | kameralny              |
| województwo mazowieckie – Mazowiecki Festiwal Muzyczny                                                      | 1993–1998    | kameralny/chóralny     |
| Głogówek – Śląski Festiwal im. Ludwiga van Beethovena                                                       | 1991–2006    | kameralny              |
| Warszawa – Festiwal im. Romana Padlewskiego                                                                 | 1994–2006    | kameralny              |
| Kamienna Góra – Koncerty w Muzeum                                                                           | 1995–2002    | kameralny              |
| Krzeszów – Koncerty organowe                                                                                | 1995–2002    | organowy/kameralny     |
| Warszawa Łazienki Królewskie – Mistrzowskie Spotkania                                                       | 1996–2000    | kameralny              |
| Warszawa, Kościół św. Anny – Koncerty organowe                                                              | 1997–2007    | organowy/kameralny     |
| kilkanaście miejscowości województwa opolskiego – Pojednanie                                                | 1999–2001    | organowy/kameralny     |
| Warszawa, Kościół św. Barbary – Koncert organowe                                                            | 2001–2003    | organowy/kameralny     |
| Kielcza i 24 inne miejscowości województwa opolskiego – Gaude Mater Polonia. Wincenty z Kielczy in memoriam | 2004–2009    | kameralny              |
| Warszawa – Muzyczne ulice Warszawy                                                                          | 2004–2006    | kameralny              |
| Warszawa Ursynów – Festiwal Kwartetów                                                                       | 2005         | kameralny              |
| Warszawa Mokotów Kościół św. Kazimierza – Osiem wieków muzyki                                               | 2006–2009    | kameralny              |
| Otwock Wielki – Muzyczne Lato w Otwocku Wielkim                                                             | 2006–2010    | kameralny              |
| Prudnik – Śląski Festiwal Ziemi Prudnickiej                                                                 | 2007–2010    | kameralny              |
| Grodków – Chopin i Elsner i ich uczniowie i przyjaciele                                                     | 2007–2010    | kameralny              |
| Grodków – Tryptyk im. Sylviusa Weissa                                                                       | 2009–2010    | kameralny              |
| cała Polska – Krajowe Biuro Koncertowe                                                                      | 1975–1992    | 17 000 koncertów       |